# Marija Bowa
Marija Wladyslawiwna Bowa, geborene Badulina (ukrainisch Марія Владиславівна Бова (Бадуліна), internationale Schreibweise Maria Badulina; * 28. Februar 1988 in Kiew, Ukrainische SSR) ist eine ukrainische Boxerin. Sie wurde 2012 Amateurweltmeisterin im Weltergewicht.
Die 1,78 m große Marija Badulina studierte an der Nationalen Pädagogischen Universität M.P. Drahomanow und der Nationalen Universität für Lebensmitteltechnik (Fakultät für Automatisierung und Computersysteme) in Kiew.
Sie trainiert bei der Sportgesellschaft „Ukraine“ in Kiew. Ihre Trainer dort sind Serhij Hordijenko und Oleksandr Martynenko. Sie wurde wiederholt ukrainische Meisterin im Boxen, so bei der ukrainischen Box-Meisterschaft der Frauen 2010 in Kolomyja.
Badulina errang bei den Boxweltmeisterschaften der Frauen 2012 im chinesischen Qinhuangdao im Weltergewicht im Kampf gegen die
US-Amerikanerin Raquel E. Miller die Goldmedaille. Bei der Boxeuropameisterschaft 2011 in Rotterdam unterlag sie nur der Niederländerin Marichelle de Jong und errang die Silbermedaille.
Beim internationalen Boxturnier im belarussischen Homel 2015 hat Badulina, die zwischenzeitlich Marija Bowa (Марія Бова) heißt, die Goldmedaille errungen.